# Nemopalpus brejetubensis
Nemopalpus brejetubensis är en tvåvingeart som beskrevs av Dos Santos 2009. Nemopalpus brejetubensis ingår i släktet Nemopalpus och familjen fjärilsmyggor. Inga underarter finns listade i Catalogue of Life.